# Quebrada La Boyera
La Quebrada la Boyera es un pequeño curso de agua del sector mirandino de  ciudad de Caracas en Venezuela sus aguas trascurren por los Municipios El Hatillo y Baruta del estado Miranda. Nace en la vertiente este del Cerro El Volcán. en el Municipio El Hatillo, a 1350 m s. n. m. Desemboca en la Quebrada La Guairita en la urbanización La Trinidad, frente a la cara norte del edificio de Procter & Gamble detrás del edificio del KFC La Trinidad a 975 m s. n. m.

## Cuenca de la quebrada La Boyera
La quebrada La Boyera recibe las aguas de la quebrada Oripoto (también llamada el Manantial o La Cabaña) por su vertiente este, a nivel de su curso medio a través de un canal subterráneo en la urbanización La Boyera. Más arriba, la quebrada Oripoto recibe a su vez las aguas de la quebrada Alto Hatillo.
Ya en su curso bajo, al este de la entrada al Centro Médico Docente La Trinidad recibe las aguas de su otro afluente principal, La quebrada Sorocaima, la cual nace en la vertiente oeste del Cerro El Volcán.
Otros cursos de agua estacionales que vierten a la Quebrada Boyera son El Volcán y El Arroyo.
La Quebrada La Boyera constituye el principal afluente de la Quebrada La Guairita a la que suministra un aporte de agua considerable durante todo el año. Hasta mediados de los años 60 del siglo XX esta quebrada tenía asociada la Laguna de La Boyera, la cual fue secada y sobre ella hoy se halla parte de la urbanización Los Pinos donde se hallan construida las Residencias Plaza Real.

## Clima
El clima en el área de la quebrada La Boyera se caracteriza por temperaturas medias que oscilan entre los 21°C y 24 °C. En las zonas más altas la temperatura puede descender hasta los 18 °C y con mucha frecuencia se observa la presencia de neblina. Los vientos son predominantemente los alisios del norte.
La precipitación media anual es de 997,3 mm. Las lluvias comienzan durante el mes de abril y se extienden hasta el mes de noviembre, mientras que la  temporada de sequía se inicia en el mes de diciembre hasta el mes de marzo.

## Usos y contaminación

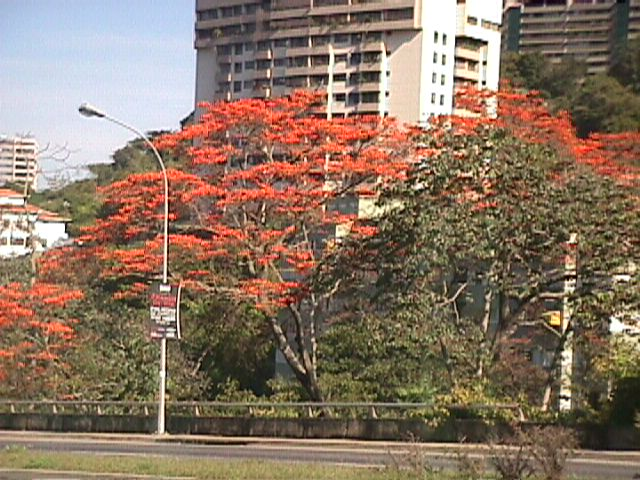
Bucare en el curso de quebrada La Boyera

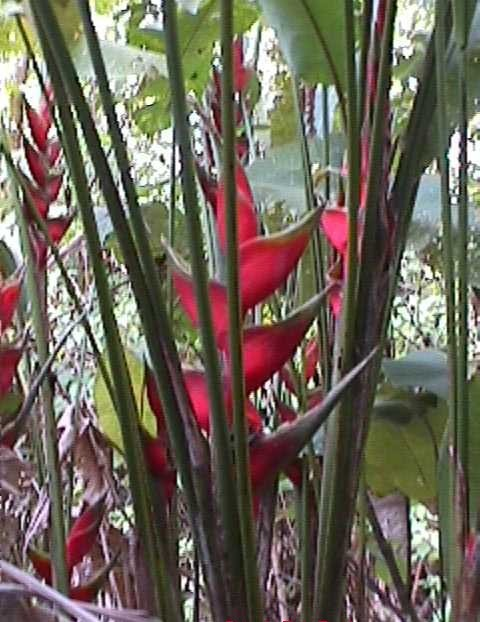
Planta de Papagayo

La Quebrada la Boyera es un curso de agua intervenido por las actividades humanas. Presenta un gran valor paisajístico ya que prácticamente casi todo su curso conserva gran cantidad de la flora típica de la región montañosa por la cual fluye aunque, al igual que la Quebrada La Guairita, sus aguas están contaminadas en su curso medio y bajo producto de las descargas de las zonas residenciales y comerciales.
Atraviesa zonas de interés recreativo como el Polideportivo La Boyera, los campos deportivos de PDVSA-CIED, además de áreas comerciales en el tramo medio de su curso donde corre embaulada por un túnel.

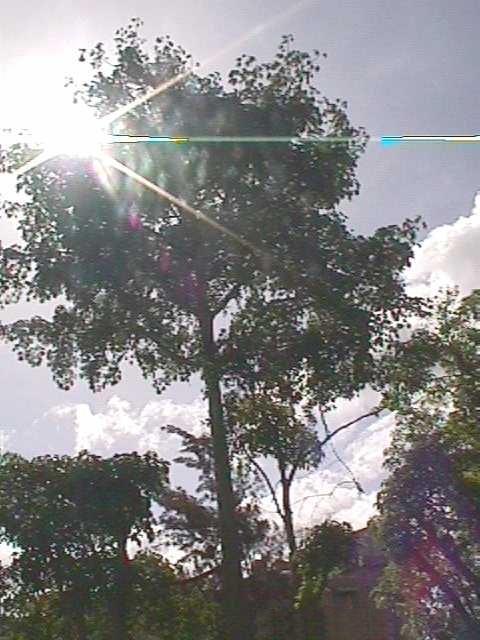
Ceiba

En su tramo superior desde el Polideportivo la Boyera localizado en la Urbanización La Boyera hacia la parte alta del Cerro El Volcán las aguas no se hallan contaminadas y presenta una área natural típica de un bosque montano de la región de la Cordillera de la Costa, dado lo fresco del clima de montaña. La existencia de diques de contención de sedimentos además de los naturales producen pozas donde es común encontrar personas refrescándose, paseando y disfrutando del paisaje.

## Vegetación y fauna

### Vegetación
La vegetación del curso alto y algunos puntos del curso medio está constituida por densos bosques de grandes árboles. Entre las especies de la flora silvestre de la zona regada por la quebrada La Boyera desde su parte superior hasta su desembocadura se cuentan: eucalipto, yagrumo, yarumo macho, bucare, apamate, araguaney, caobo, ceiba, Jabillo, cuji, samán, bambú, riqui riqui, uña de danta, indio desnudo, palmas y arnica. También hay cultivos de árboles frutales como mango, naranja, mandarina, guayaba, pomarosa, aguacate, guama y cambúr.

### Fauna

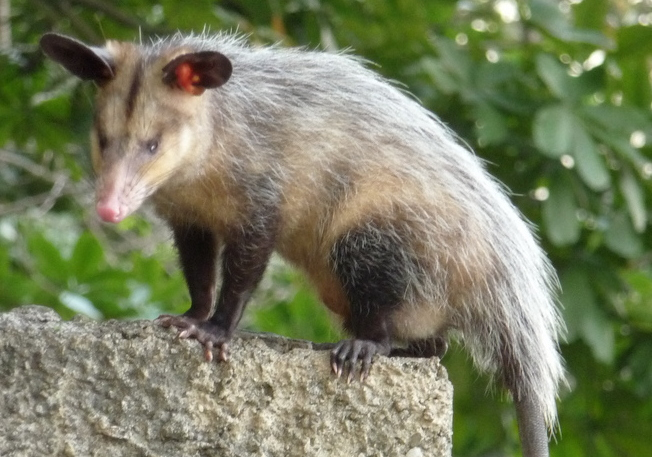
Rabipelado

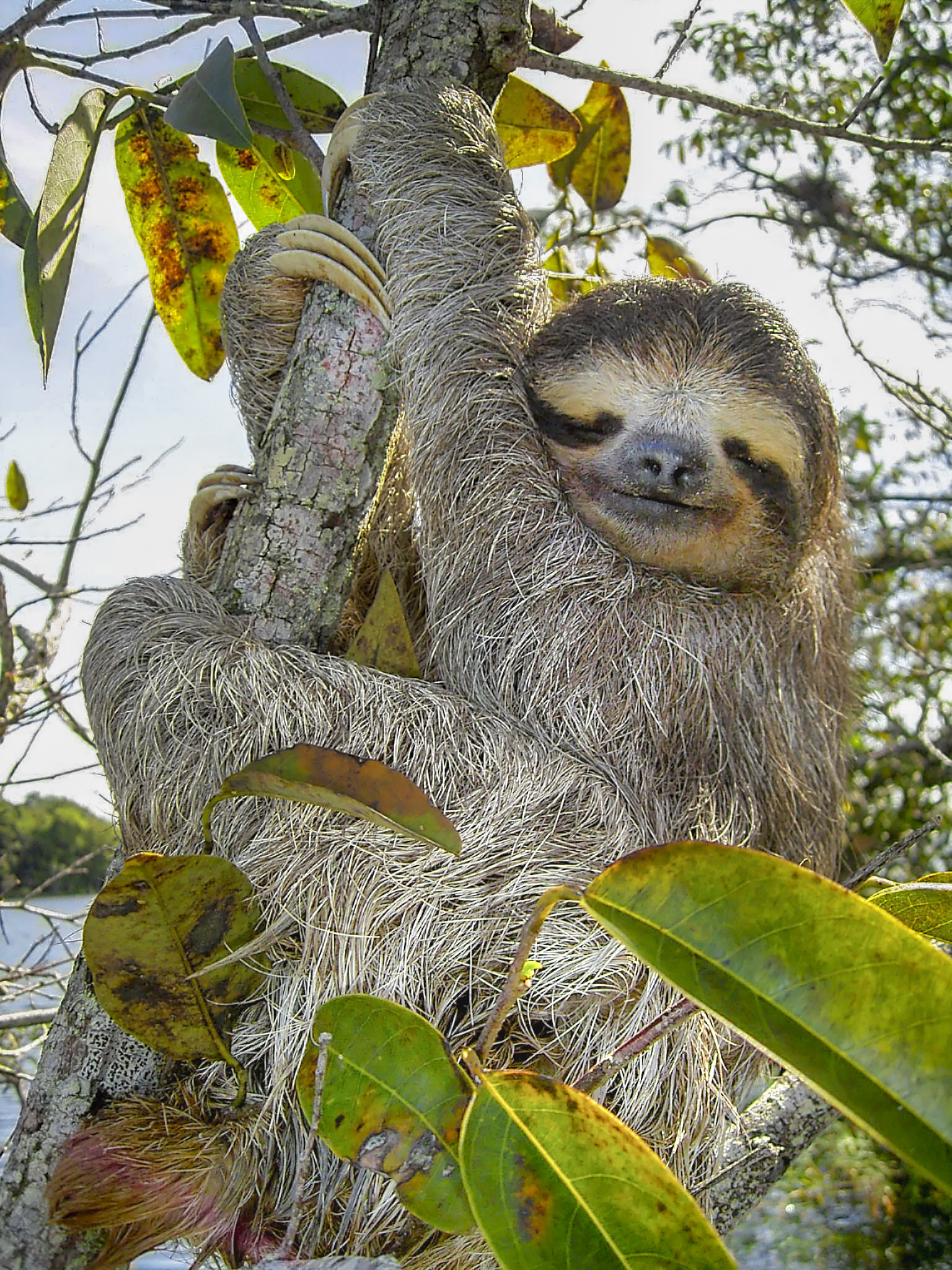
Pereza

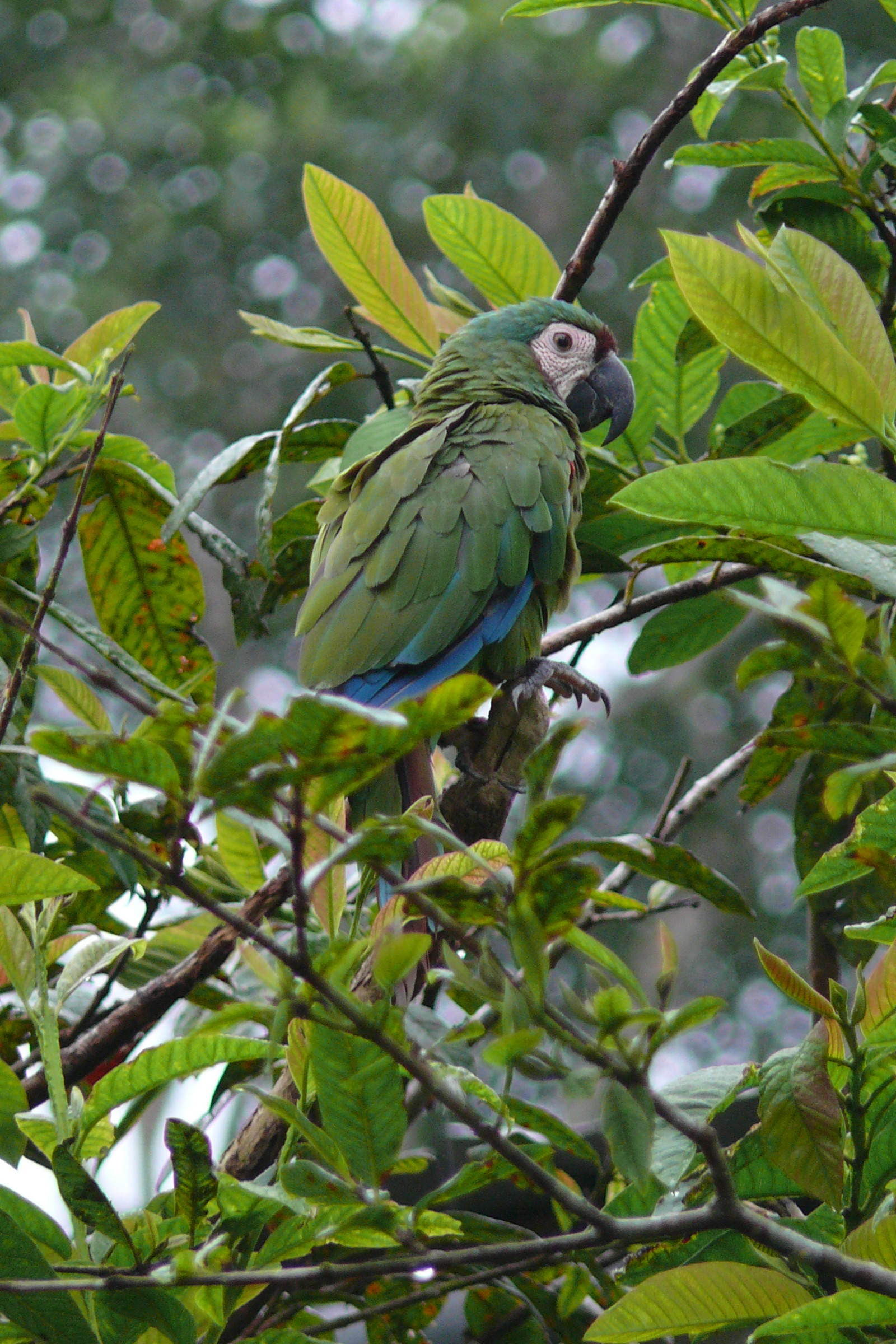
Maracaná

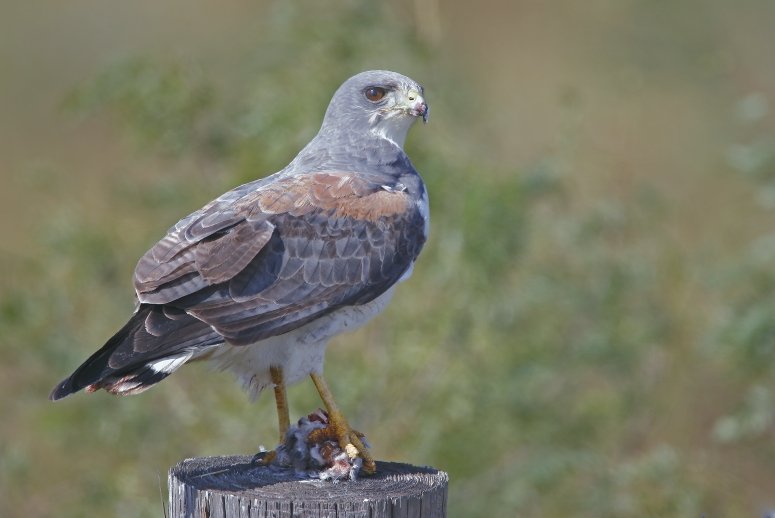
Gavilán teje

En las áreas montañosas de la quebrada pueden observarse mamíferos como el rabipelado (Didelphis marsupialis) ata espinosa (Proechimys sp.), la ardilla (Sciurus granatensis), cachicamo montañero (Dasypus novemcinctus), puercoespín (Coendou prehensilis) y la pereza (Bradypus tridactylus). Adicionalmente en la noche es común observar murciélagos entre los que destacan el murciélago de listas (Saccopteryx bilineata), murciélago frugívoro común (Artibeus jamaicensis), vampiro común (Desmodus rotundus)  y murciélago casero (Molossus molossus).
En el curso superior de la quebrada La Boyera puede observarse un gran número de aves. El Municipio El Hatillo es donde más diversidad puede apreciarse, con más 200 especies citadas.
Entre las especies más comúnmente observadas en aérea de la quebrada la Boyera se encuentran: caricare sabanero, gavilán habado, gavilán teje, oripopo, lechuzón orejudo, guacharaca, maracaná, arrendajo, carpintero habado, pavita hormiguera,  mielero verde, azulejo de palmera, pitirre chicharrero, tángara cabeza de lacre, tángara pintada, querrequerre,  curruñatá azulejo, sorocuá acollado, colibrí mango pechinegro, amazilia bronceada coliazul, conoto negro y paraulata negra.
Entre los anfibios comunes de que pueden apreciarse en las inmediaciones de la quebrada la Boyera se encuentran: sapito rayado, sapo común, rana cantora o rana blanca y sapito niñera.

## Galería
| Quebrada La Boyera y su cuenca |  |  |  |  |
|                                |  |  |  |  |
|                                |  |  |  |  |
|                                |  |  |  |  |

### Cartografía
Edición 1-DCN. Escala 1:100000 (Caracas: Dirección de Cartografía Nacional. Ministerio de Obras Públicas) (Hoja 6847). 1964.